# Henryk Zins
Henryk Zins (ur. 6 maja 1922 w Lublinie, zm. 1 lutego 2002 tamże) – polski historyk mediewista, profesor nauk humanistycznych (1964), w latach 1972–1975 dyrektor Instytutu Filologii Angielskiej Uniwersytetu Marii Curie-Skłodowskiej w Lublinie; autor m.in. monografii Historia Anglii (1971) i Historia Kanady (1975).

## Życiorys
Urodził się jako syn Henryka i Julii (z Jabłonowskich) 6 maja 1922 roku. Jego ojciec był zawodowym oficerem armii austriackiej i Wojska Polskiego, walczył w wojnie polsko-bolszewickiej, służył w garnizonie lubelskim (1921–1929), następnie do 1939 pracował w lubelskiej Kasie Chorych; matka wywodziła się z ziemiaństwa zaboru rosyjskiego. 
Uczęszczał do Szkoły Powszechnej im. Stanisława Konarskiego w Przemyślu (obecnie Szkoła Podstawowa nr 5 im. Bohaterów Września). W 1939 zdał maturę humanistyczną w przemyskim Gimnazjum i Liceum im. J. Słowackiego, gdzie wpływ na jego zainteresowanie historią wywarł Franciszek Persowski. W okresie okupacji pracował jako bileter w kinie. Równocześnie studiował konspiracyjnie w Bibliotece Katolickiego Uniwersytetu Lubelskiego literaturę anglojęzyczną, w tym powieści Josepha Conrada, uczył się języków niemieckiego i angielskiego, a później udzielał lekcji tych języków. Został zaprzysiężony jako żołnierz Armii Krajowej przez Zbigniewa Flisowskiego, roznosił bibułę konspiracyjną. Wiosną 1944 w okresie wkraczania Armii Czerwonej ukrywał się pod Chodlem u znajomych rodziców. Powrócił do Lublina jesienią 1944 na studia historyczne w Katolickim Uniwersytecie Lubelskim (KUL), gdzie studiował równocześnie filologię angielską i przez dwa lata ekonomię. Tytuł magistra filozofii otrzymał w 1948 roku broniąc pracy pt. Maurycy Ferber biskup warmiński, a już rok później doktoryzował się także pod kierunkiem Andrzeja Wojtkowskiego na podstawie rozprawy o gdańskim rodzie Ferberów. Otworzył przewód habilitacyjny w oparciu o przygotowywaną do druku książkę Powstanie chłopskie w Prusach Książęcych w 1525 r., ale zrezygnował po zastąpieniu habilitacji stopniem doktora nauk przez Ustawę z 15 grudnia 1951 r. o szkolnictwie wyższym i o pracownikach nauki.
Od 1955 po redukcji zajęć na KUL pracował w Uniwersytecie Marii Curie-Skłodowskiej, gdzie pełnił funkcje: prodziekana Wydziału Humanistycznego (1956–1958 i 1960–1962), kierownika Katedry Historii Powszechnej Starożytnej i Średniowiecznej (1957–1962), kierownika Katedry Historii Powszechnej Średniowiecznej (1962–1970) (po Józefie Garbaciku), dyrektora Instytutu Filologii Angielskiej (1972–1975), kierownika Zakładu Historii Ustrojów Anglosaskich w Instytucie Historii (1972–1976).
W latach 1957–1959 przebywał na stypendium Fundacji Forda w Londynie, Oksfordzie i Cambridge, gdzie poznał przedstawicieli polskiego środowiska emigracyjnego (Józef Jasnowski, Jerzy Kędzierski, Jerzy Pietrkiewicz, Paweł Skwarczyński) i licznych historyków brytyjskich (m.in. historyka Polski Roberta Lesliego oraz Lewisa Namiera}. Odbył w Anglii spotkanie z T.S. Eliotem, którego myśl szczególnie cenił.
W latach 1968–1971 był profesorem wizytującym na Uniwersytecie Laurentyńskim w Kanadzie (1968–1971). 
1 stycznia 1973 otrzymał stanowisko profesora nadzwyczajnego, a 1 sierpnia 1973 – stanowisko profesora zwyczajnego, które zajmował do formalnego przejścia na emeryturę 1 października 1986.
W 1975 wyjechał do Afryki, gdzie pracował kolejno na Uniwersytecie Kenyatty w Kenii (1975–1982), na Uniwersytecie w Sokoto w Nigerii (1982–1985), na Uniwersytecie Zimbabwe w Harare, stolicy Zimbabwe (1985–1989) oraz na kierowanym przez Leonarda Diniso Ngcongco Wydziale Historycznym Uniwersytetu Botswany w Gaborone, stolicy Botswany (1989–1999). W Kenii nawiązał kontakty z prezydentem Jomo Kenyattą i z Eustachym Sapiehą, aktywnym u schyłku życia jako przedsiębiorca. Do Nigerii przeniósł się, gdy prezydent Daniel Moi zamknął uczelnię w ramach represji po popartym przez studentów nieudanym puczu sił lotniczych z 1 sierpnia 1982. Czas spędzony w tych krajach przyniósł owoce w postaci opracowań historii krajów, w których pracował, dziejów tamtejszych skupisk Polonii a także szerokiej działalności popularyzującej Polskę, jej przeszłość i kulturę. Dał się też poznać jako propagator historii i kultury polskiej na świecie.
Był członkiem Polskiego Towarzystwa Historycznego, Lubelskiego Towarzystwa Naukowego oraz Komitetu Redakcyjnego Polonijnego Centrum Kulturalno-Oświatowego Uniwersytetu Marii Curie-Skłodowskiej w Lublinie. W 1996 został wybrany zwyczajnym członkiem zamiejscowym Polskiego Towarzystwa Naukowego na Obczyźnie. 

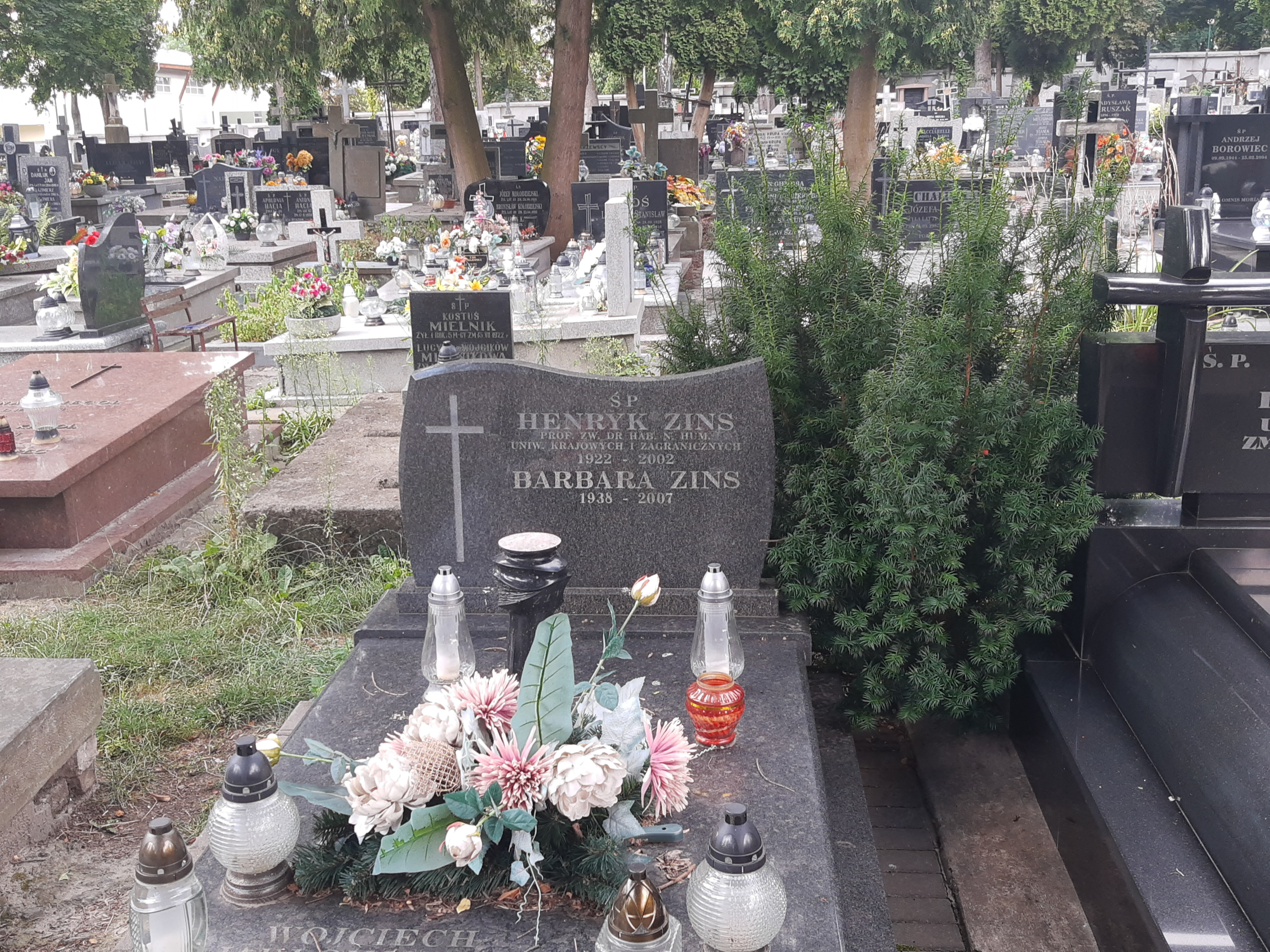
Grób prof. Henryka Zinsa na cmentarzu przy ulicy Lipowej w Lublinie

W 1999 powrócił do Polski. Ostatnie lata spędził w Lublinie prowadząc wykłady w UMCS i Wyższej Szkole Dziennikarstwa. Zmarł 1 lutego 2002 w Lublinie.
Do jego uczniów zaliczali się Ryszard Bender, Zbigniew Góralski, Jerzy Krzysztoń, Bolesław Kumor, Andrzej Paluchowski i Mieczysław Wieliczko.

## Wybrane publikacje
- Ród Ferberów i jego rola w dziejach Gdańska w XV i XVI w. TN KUL, Rozprawy Wydziału Historyczno Filologicznego. Lublin 1951
- Powstanie chłopskie w Prusach Książęcych w 1525 roku. Walki społeczne w Prusach w początkach reformacji i ich geneza. PWN, Warszawa 1953
- Położenie ludności chłopskiej na Warmii w pierwszej połowie XVI w., „Kwartalnik Historyczny”, t. 62, nr 4–5, 1955, s. 56–79
- Z dziejów walk społecznych na Pomorzu Wschodnim w początkach Reformacji (Elbląg, Królewiec). „Annales UMCS, Sectio F”, t. IX, nr 6, 1957
- Rewolta w Elblągu w 1525 r., „Zapiski Historyczne”, t. 22, 1958, s. 7–50
- Aspects of the Peasant Rising in East Prussia in 1525, „The Slavonic and East European Review(inne języki)”, t. 38, 1959, s. 178–187, JSTOR 4205126
- Walka Polski o obsadę biskupstwa warmińskiego na przełomie XV i XVI w. na tle polityki zjednoczeniowej, „Annales UMCS, Sectio F”, t. 12, 1960, s. 49–102
- The Political and Social Background of the Early Reformation in Ermeland, „The English Historical Review”, t. 75, 1960, s. 589–600, JSTOR 558108
- Angielska historiografia tudorska (J. Neale i R.H. Tawney oraz ich poprzednicy), „Annales UMCS, Sectio F”, t. 15, nr 2, 1963, s. 25–55
- Angielska historiografia elżbietańska, „Odrodzenie i Reformacja w Polsce”, t. 8, 1963, s. 157–209
- Geneza angielskiej Kompanii Wschodniej (Eastland Company) z 1579 r., „Zapiski Historyczne”, t. 29, 1964, s. 7–42
- W kręgu Mikołaja Kopernika. Wydawnictwo Lubelskie, Lublin 1966
- Anglia a Bałtyk w drugiej połowie XVI wieku. Bałtycki handel kupców angielskich z Polską w epoce elżbietańskiej i Kompania Wschodnia, Zakład Narodowy im. Ossolińskich, Wrocław 1967
  - Przekład angielski: England and the Baltic in the Elizabethan era. Tłum. H. C. Stevens, Manchester University Press, Manchester 1972, ISBN 0-7190-0471-3
- Ze stosunków polsko-angielskich w poł. XV wieku. Sprawa Orderu Podwiązki dla Kazimierza Jagiellończyka. „Zapiski Historyczne”, t. XXXIII, zeszyt 1, 1968
- Historia Anglii. Zakład Narodowy im. Ossolińskich, Wrocław 1971
  - wydanie IV (ostatnie zmienione przez autora): 2001 ISBN 83-04-04589-3
- Mikołaj Kopernik w angielskiej kulturze umysłowej epoki Szekspira. Polskie Towarzystwo Historyczne O. Lublin, Zakład Narodowy im. Ossolińskich, Wydawnictwo PAN, 1972
- Echa odkryć Kopernika w literaturze angielskiej na początku XVII w.. „Euhemer – Przegląd Religioznawczy”, nr 1 (87), 1973
- Zarys ruchów i myśli społecznej epoki feudalnej do początku XVII w. (zagadnienia wybrane). Wydział Humanistyczny UMCS, Lublin 1974
- Polacy w Kanadzie (seria 'Z dziejów Polonii', nr 1). Polonijne Centrum Kulturalno-Oświatowe UMCS, Lublin 1975
- Historia Kanady. Zakład Narodowy im. Ossolińskich, Wrocław 1975
- W świecie anglosaskim. Studia i szkice o Anglii i Kanadzie. Wydawnictwo Lubelskie, Lublin 1975
- Szkice o Anglii i Afryce. Wydawnictwo Lubelskie, Lublin 1978
- Polacy w Afryce Wschodniej. Polonijne Centrum Kulturalno-Oświatowe UMCS, Lublin 1978
- Joseph Conrad and Africa, Kenya Literature Bureau(inne języki), Nairobi 1982
- Historia Afryki Wschodniej. Zakład Narodowy im. Ossolińskich, Wrocław 1986, ISBN 83-04-01702-4
- Polacy w Zambezji, Polonia, Lublin 1988, ISBN 83-7021-079-1
  - Przekład angielski: Poles in Zambezi. Tłum. Maggie Fehrsen, Kloyes Enterprises, Harare 2007, ISBN 978-0-7974-3316-8
- Przez epoki i kontynenty. Wydawnictwo UMCS, Lublin 1996, ISBN 83-227-0869-6
- Kupcy i kidnaperzy. Handel niewolnikami w dziejach Afryki i Ameryki. Wydawnictwo UMCS, Lublin 1999, ISBN 83-227-1424-6
- Cecil Rhodes. Ekspansja brytyjska w Afryce pod koniec XIX wieku. Polnord-Oskar, Gdańsk 2000, ISBN 83-86181-58-3
- Ekspansja i zmierzch Imperium Brytyjskiego. Wydawnictwo UMCS, Lublin 2001 ISBN 83-227-1842-X
- Polityka zagraniczna Wielkiej Brytanii. Wydawnictwo UMCS, Lublin 2001, ISBN 83-22717-18-0
- Afryka i Europa. Od piramid egipskich do Polaków w Afryce Wschodniej. Wydawnictwo Akademickie „Dialog”, Warszawa 2001, ISBN 83-88238-84-1
- Polska w oczach Anglików XIV–XVI w.. Wydawnictwo UMCS, Lublin 2002, ISBN 83-227-1990-6
- Historia Zimbabwe. Wydawnictwo Akademickie „Dialog”, Warszawa 2003, ISBN 83-88938-50-9

## Ordery i odznaczenia
- Krzyż Kawalerski Orderu Odrodzenia Polski (1967)
- Krzyż Oficerski Orderu Odrodzenia Polski (1973)
- Medal Komisji Edukacji Narodowej (1974)
- Odznaczenie „Serce dla Serc” (2001)